# Sericomyia harveyi
Sericomyia harveyi är en tvåvingeart som först beskrevs av Osburn 1908.  Sericomyia harveyi ingår i släktet torvblomflugor, och familjen blomflugor. Inga underarter finns listade i Catalogue of Life.